# The Star Trek Encyclopedia
The Star Trek Encyclopedia: A Reference Guide to the Future és una enciclopèdia de 1994 amb informació de l’univers de ficció de la sèrie de televisió i les pel·lícules Star Trek. Va ser escrita per Michael Okuda i Denise Okuda, que van ser membres de l'equip de producció de Star Trek: La nova generació, Star Trek: Deep Space Nine i Star Trek: Voyager i Debbie Mirek. Va ser il·lustrada per Doug Drexler.

## Visió general
LEnciclopèdia presenta informació molt detallada sobre personatges, planetes, tecnologies i naus estel·lars de la franquícia Star Trek, així com breus sinopsis d'episodis i pel·lícules. Està organitzada alfabèticament i està plena d'il·lustracions, moltes de les quals són en color en edicions posteriors.
L'Enciclopèdia cobreix principalment material de la sèrie de televisió Star Trek i de les pel·lícules de Star Trek. És una publicació amb llicència oficial i inclou informació completament original que no s'ha inclòs en cap pel·lícula o episodi de televisió de Star Trek. Segons Gene Roddenberry, les sèries de televisió i les pel·lícules són l'extensió del cànon de Star Trek.
Algunes entrades de l'Enciclopèdia contenen informació entre bastidors, presentada en text en cursiva.
A diferència del Star Trek: The Next Generation Technical Manual, l'Enciclopèdia no fa especulacions detallades sobre la tecnologia de Star Trek.

## Historial de publicacions
L'Enciclopèdia es va inspirar en un llibre anterior del mateix equip d'escriptors, The Star Trek Chronology, que havia estat encarregat directament per Gene Roddenberry com a forma d'assegurar la continuïtat de Star Trek. Michael Okuda va desenvolupar un full de treball on registrar els títols dels episodis, els números de producció dels episodis, les dates estel·lars i qualsevol nova nau, personatge o tecnologia.
S'han publicat quatre edicions impreses fins al 2016, tant en tapa dura com en rústica: la primera edició (ISBN 0-671-88684-3) es va publicar el 1994; la segona (ISBN ISBN 0-671-53607-9) el 1997. La tercera edició (ISBN ISBN 0-671-53609-5), publicada el 1999, inclou material fins al final de Star Trek: Deep Space Nine, la cinquena temporada de Star Trek: Voyager i la pel·lícula Star Trek: Insurrection, però com a addenda no intercalada. La quarta edició (ISBN 978-0062371324) es va publicar el 2016.
La versió impresa es va complementar amb una versió electrònica similar, la Star Trek Omnipedia publicada el 1995. El suport CD-ROM va permetre als editors Simon & Schuster incloure videoclips. Es va publicar tant per a Windows com per a Macintosh (ISBN ISBN 0-684-87413-X), que va ser publicada per Simon & Schuster Interactive. Aquesta va ser l'única versió de l'enciclopèdia que no va ser publicada per Pocket Books. Paramount Pictures és el propietari dels drets d'autor.

## Quarta edició
En els anys transcorreguts des de la seva publicació el 1999, l'Enciclopèdia va anar quedant gradualment desactualitzada, sense informació de les pel·lícules posteriors de Star Trek (Star Trek: Nemesis, Star Trek, Star Trek Into Darkness), les dues últimes temporades de Star Trek: Voyager o Star Trek: Enterprise. Feia temps que no hi havia plans per publicar una versió actualitzada de l'"Enciclopèdia", ja que havia estat substituïda per recursos en línia com ara l'enciclopèdia basada en wiki Memory Alpha.
Durant la convenció anual "Star Trek" de l'agost de 2015 a Las Vegas, es va anunciar una versió actualitzada de l'"Enciclopèdia" per a la seva publicació el 2016, el 50è aniversari de "Star Trek". El total de pàgines d'aquesta versió actualitzada és de 1.056 pàgines. Es va anunciar que la versió actualitzada tindria "300 pàgines noves" i cobriria les temporades 4-7 de Star Trek: Voyager, les temporades 1-4 de Star Trek: Enterprise i Star Trek: Nemesis i contindria informació sobre la pel·lícula de reinvenció Star Trek de J.J. Abrams. La versió va sortir com una "edició de tapa dura en dos volums". L'edició revisada del 2016 va ser publicada per Harper Design el 18 d'octubre de 2016 per 150 dòlars.
Denise Okuda va afirmar que hi ha "dues, potser tres vegades més text a l'edició del 2016 que a l'original, i moltes més de tres vegades més fotos i il·lustracions".